# Oreomela rufipes
Oreomela rufipes es una especie de insecto coleóptero de la familia Chrysomelidae.
Fue descrita científicamente en 2002 por Lopatin.